# Лодвар
Лодвар (енгл. Lodwar) је највећи град у северозападној Кенији. Има око 20.000 становника и лежи западно од језера Туркана. Главне привредне активности су плетење кошара и туризам. Лежи на 500 m надморске висине, а највиша температура може достићи и 50 степени. Налази се на путу који повезује Кенију и Судан.